# Ronde van Italië 1947
| Eindklassement      |                        |              |
| Algemeen klassement | Fausto Coppi           | 115h 55' 07" |
| Tweede              | Gino Bartali           | + 1' 43"     |
| Derde               | Giulio Bresci          | + 5' 54"     |
| Vierde              | Ezio Cecchi            | + 15' 01"    |
| Vijfde              | Sylvère Maes           | + 15' 06"    |
| Zesde               | Alfredo Martini        | + 19' 00"    |
| Zevende             | Mario Vicini           | + 30' 46"    |
| Achtste             | Salvatore Crippa       | + 31' 05"    |
| Negende             | Fiorenzo Magni         | + 34' 07"    |
| Tiende              | Angelo Menon           | + 35' 49"    |
| (Ned)               | ... ()                 | + ..' .."    |
| Rode Lantaarn       | Luigi Malabrocca (50e) | + 5h 52' 20" |
| Bergklassement      | Gino Bartali           | ... punten   |
| Tweede              | Fausto Coppi           | ... punten   |
| Derde               | Giulio Bresci          | ... punten   |
| Ploegenklassement   | Welter                 |              |
| Tweede              | ?                      | ?            |
| Derde               | ?                      | ?            |

In 1947 ging de 30e Giro d'Italia op 24 mei van start in Milaan. Hij eindigde op 15 juni in Milaan. Er stonden 84 renners verdeeld over 12 ploegen aan de start. Hij werd gewonnen door Fausto Coppi.
Aantal ritten: 19

Totale afstand: 3843 km

Gemiddelde snelheid: 33.153 km/h

Aantal deelnemers: 84

## Belgische en Nederlandse prestaties
In totaal namen er 3 Belgen en 0 Nederlanders deel aan de Giro van 1947.

### Belgische etappezeges
- In 1947 was er geen Belgische etappezege.

### Nederlandse etappezeges
- In 1947 was er geen Nederlandse etappezege.

## Etappe-uitslagen
| Datum   | Etappe    | Parcours                          | Afstand | Eerste             | Tweede             | Derde              | Klassementsleider |
| ------- | --------- | --------------------------------- | ------- | ------------------ | ------------------ | ------------------ | ----------------- |
| 24 mei  | etappe 1  | Milaan - Turijn                   | 190 km  | Renzo Zanazzi      | Gino Fondi         | Mario Vicini       | Renzo Zanazzi     |
| 25 mei  | etappe 2  | Turijn - Genua                    | 206 km  | Gino Bartali       | Vito Ortelli       | Renzo Zanazzi      | Renzo Zanazzi     |
| 26 mei  | etappe 3  | Genua - Reggio Emilia             | 220 km  | Luciano Maggini    | Fiorenzo Magni     | Mario Vicini       | Renzo Zanazzi     |
| 27 mei  | etappe 4  | Reggio Emilia - Prato             | 190 km  | Fausto Coppi       | Gino Bartali       | Aldo Ronconi       | Gino Bartali      |
| 28 mei  | etappe 5A | Prato - Bagni di Casciana         | 84 km   | Luciano Maggini    | Giovanni Brotto    | Oreste Conte       | Gino Bartali      |
| 28 mei  | etappe 5B | Bagni di Casciana - Florence      | 141 km  | Renzo Zanazzi      | Giordano Cottur    | Giuliano Bresci    | Gino Bartali      |
| 30 mei  | etappe 6  | Florence - Perugia                | 161 km  | Giordano Cottur    | Mario Fazio        | Ezio Cecchi        | Gino Bartali      |
| 31 mei  | etappe 7  | Perugia - Rome                    | 240 km  | Oreste Conte       | Adolfo Leoni       | Quirino Toccacelli | Gino Bartali      |
| 1 juni  | etappe 8  | Rome - Napels (tijdrit)           | 231 km  | Fausto Coppi       | Adolfo Leoni       | Gino Bartali       | Gino Bartali      |
| 3 juni  | etappe 9  | Napels - Bari                     | 288 km  | Elio Bertocchi     | Oreste Conte       | Mario Fazio        | Gino Bartali      |
| 4 juni  | etappe 10 | Bari - Foggia                     | 129 km  | Mario Ricci        | Glauco Servadei    | Armando Peverelli  | Gino Bartali      |
| 5 juni  | etappe 11 | Foggia - Pescara                  | 223 km  | Oreste Conte       | Salvatore Crippa   | Egidio Marangoni   | Gino Bartali      |
| 7 juni  | etappe 12 | Pescara - Cesenatico              | 267 km  | Giovanni Corrieri  | Adolfo Leoni       | Luigi Casola       | Gino Bartali      |
| 8 juni  | etappe 13 | Cesenatico - Padua                | 175 km  | Antonio Bevilacqua | Attilio Lambertini | Guido Lelli        | Gino Bartali      |
| 9 juni  | etappe 14 | Padua - Vittorio Veneto           | 132 km  | Adolfo Leoni       | Antonio Bevilacqua | Elio Bertocchi     | Gino Bartali      |
| 10 juni | etappe 15 | Vittorio Veneto - Pieve di Cadore | 200 km  | Gino Bartali       | Fausto Coppi       | Adolfo Leoni       | Gino Bartali      |
| 12 juni | etappe 16 | Pieve di Cadore - Trente          | 194 km  | Fausto Coppi       | Fiorenzo Magni     | Alfredo Martini    | Fausto Coppi      |
| 13 juni | etappe 17 | Trente - Brescia Sant'Eufemia     | 114 km  | Adolfo Leoni       | Glauco Servadei    | Mario Fazio        | Fausto Coppi      |
| 14 juni | etappe 18 | Brescia Sant'Eufemia - Lugano     | 180 km  | Giulio Bresci      | Gino Bartali       | Sylvère Maes       | Fausto Coppi      |
| 15 juni | etappe 19 | Lugano - Milaan                   | 278 km  | Adolfo Leoni       | Fausto Coppi       | Glauco Servadei    | Fausto Coppi      |

 winnaars · 
roze trui · 
  puntenklassement · 
  bergklassement · 
 jongerenklassement · 
 intergiro · 
 ploegenklassement · 
 strijdlust · 
 zwarte trui
Giro d'Italia Next Gen · Giro Donne · Cima Coppi
 Belgische rozetruidragers · etappewinnaars
 Nederlandse rozetruidragers · etappewinnaars
Mannen:
1909 · 
1910 · 
1911 · 
1912 · 
1913 · 
1914 · 
1919 · 
1920 · 
1921 · 
1922 · 
1923 · 
1924 · 
1925 · 
1926 · 
1927 · 
1928 · 
1929 · 
1930 · 
1931 · 
1932 · 
1933 · 
1934 · 
1935 · 
1936 · 
1937 · 
1938 · 
1939 · 
1940 · 
1946 · 
1947 · 
1948 · 
1949 · 
1950 · 
1951 · 
1952 · 
1953 · 
1954 · 
1955 · 
1956 · 
1957 · 
1958 · 
1959 · 
1960 · 
1961 · 
1962 · 
1963 · 
1964 · 
1965 · 
1966 · 
1967 · 
1968 · 
1969 · 
1970 · 
1971 · 
1972 · 
1973 · 
1974 · 
1975 · 
1976 · 
1977 · 
1978 · 
1979 · 
1980 · 
1981 · 
1982 · 
1983 · 
1984 · 
1985 · 
1986 · 
1987 · 
1988 · 
1989 · 
1990 · 
1991 · 
1992 · 
1993 · 
1994 · 
1995 · 
1996 · 
1997 · 
1998 · 
1999 · 
2000 · 
2001 · 
2002 · 
2003 · 
2004 · 
2005 · 
2006 · 
2007 · 
2008 · 
2009 · 
2010 · 
2011 · 
2012 · 
2013 · 
2014 · 
2015 · 
2016 · 
2017 · 
2018 · 
2019 · 
2020 · 
2021 · 
2022 · 
2023 · 
2024 · 
2025
Vrouwen:
1988 · 
1989 · 
1990 · 
1991 ·
1992 ·
1993 · 
1994 · 
1995 · 
1996 · 
1997 · 
1998 · 
1999 · 
2000 · 
2001 · 
2002 · 
2003 · 
2004 · 
2005 · 
2006 · 
2007 · 
2008 · 
2009 · 
2010 · 
2011 · 
2012 ·
2013 · 
2014 ·
2015 ·
2016 ·
2017 ·
2018 ·
2019 ·
2020 ·
2021 ·
2022 ·
2023 ·
2024 ·
2025